# Brugine
Brugine är en ort och kommun i provinsen Padova i regionen Veneto i Italien. Kommunen hade 7 114 invånare (2018).